# Nuevo Estadio de Malabo
Le Nuevo Estadio de Malabo (Nouveau Stade de Malabo) est un stade multi-usages, à Malabo, en Guinée équatoriale. 
Il est actuellement utilisé principalement pour les matchs de football. C'est le deuxième stade du pays en termes de capacité après celui de Bata qui compte 40 000 places assises.

## Le stade

### Histoire
Le stade a été inauguré en 2007. 
En 2014, la CAF décide du choix de ce stade pour la CAN de janvier 2015.
Il est actuellement le terrain de l'équipe de Guinée équatoriale de football. Il a été l'un des stades hôte de la Coupe d'Afrique des Nations 2012. Le stade a également accueilli la finale de la coupe d'Afrique des Nations de football féminine en 2008 et 2012.

### Équipements et infrastructures
Projet clé en main, le nouveau stade de Malabo est situé dans le quartier d'Atepa, au centre de la ville de Malabo. 
Il compte 15 250 places et est équipé de :
- Pelouse en gazon naturel
- Piste d’athlétisme
- Sièges dans les tribunes
- Le stade est conforme aux nouvelles normes de la FIFA
- Eclairage de la pelouse

### Galerie

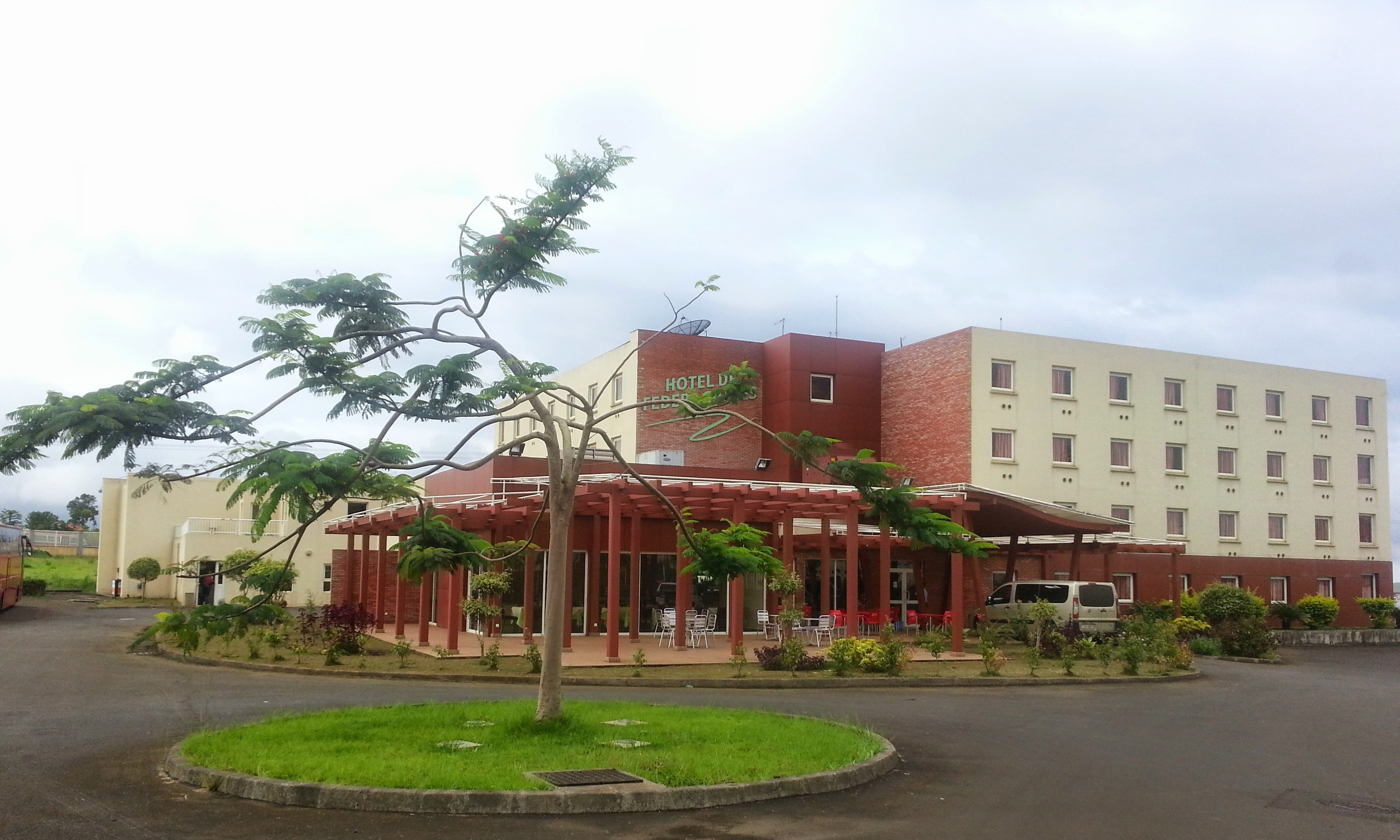
Hôtel de la fédération et le Nuevo Estadio de Malabo
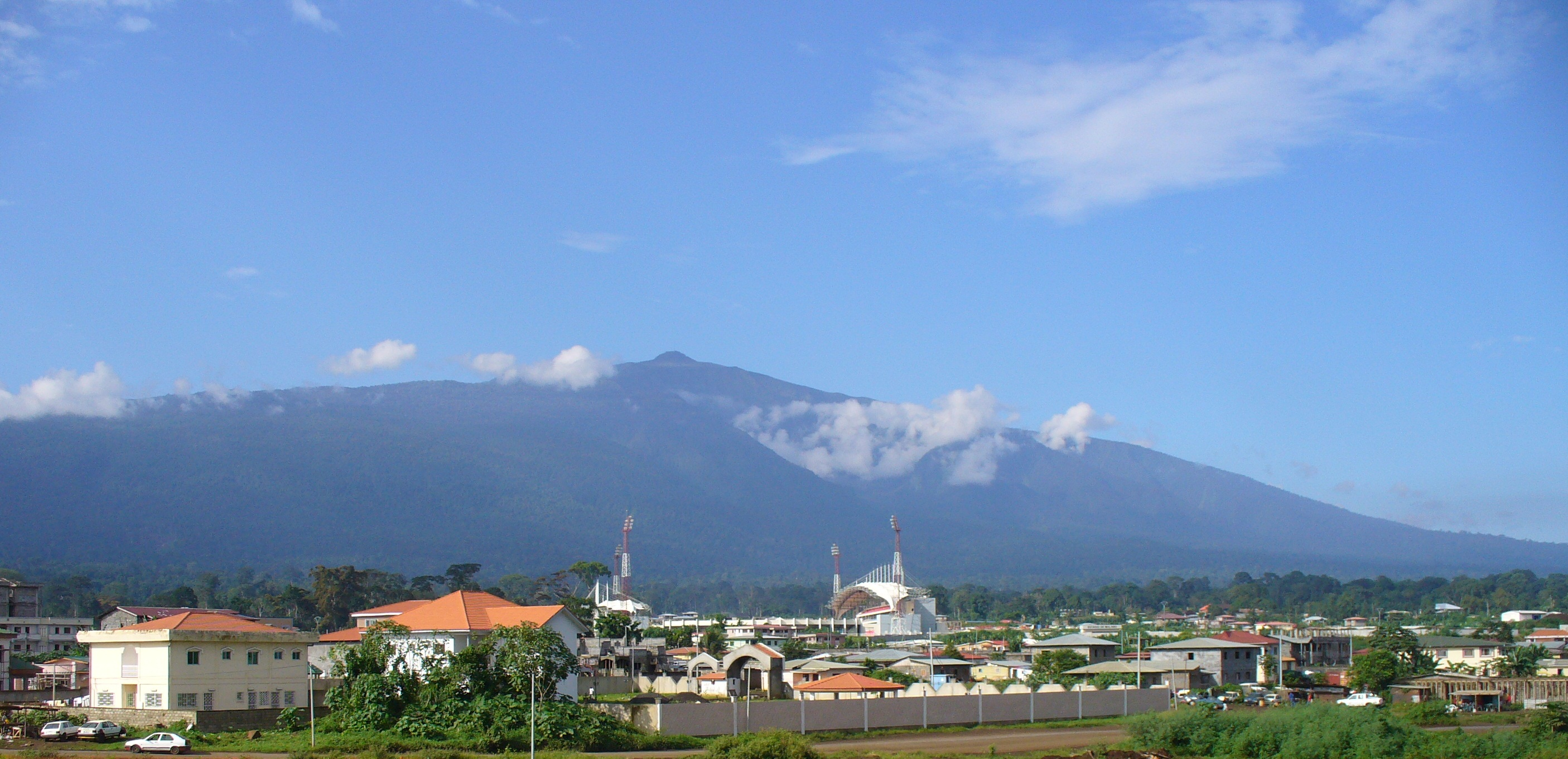
Pic de la Basilique et le Nuevo Estadio de Malabo
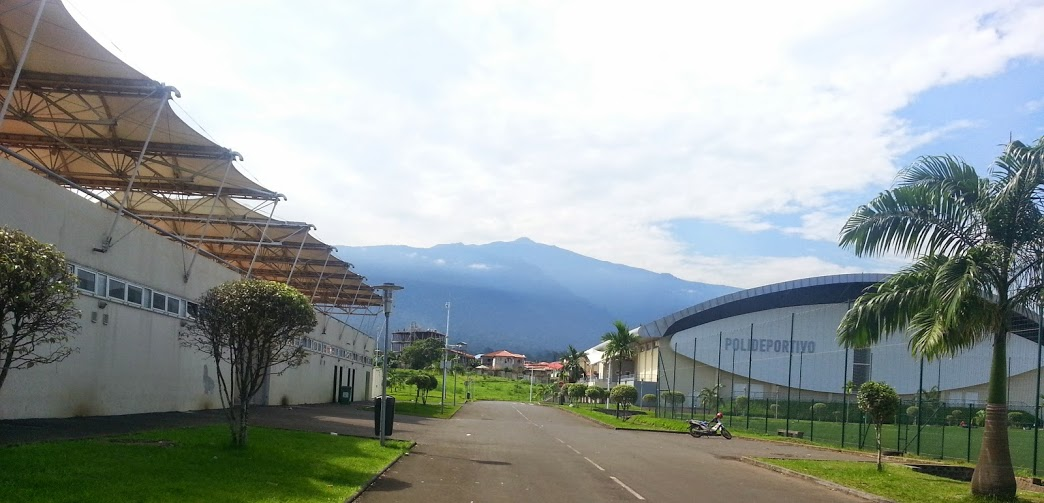
Pic de la Basilique et Polideportivo et le Nuevo Estadio de Malabo
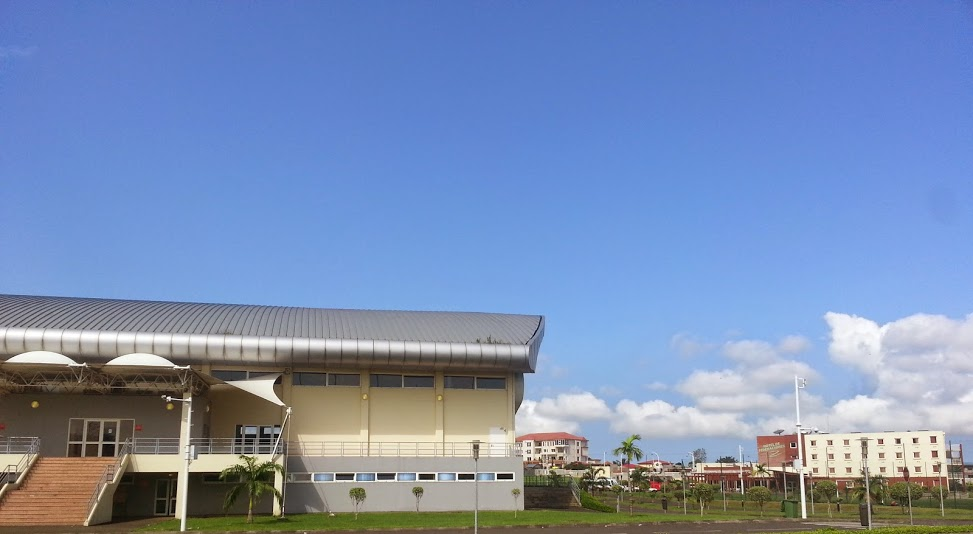
Polideportivo et Hôtel de la fédération et le Nuevo Estadio de Malabo
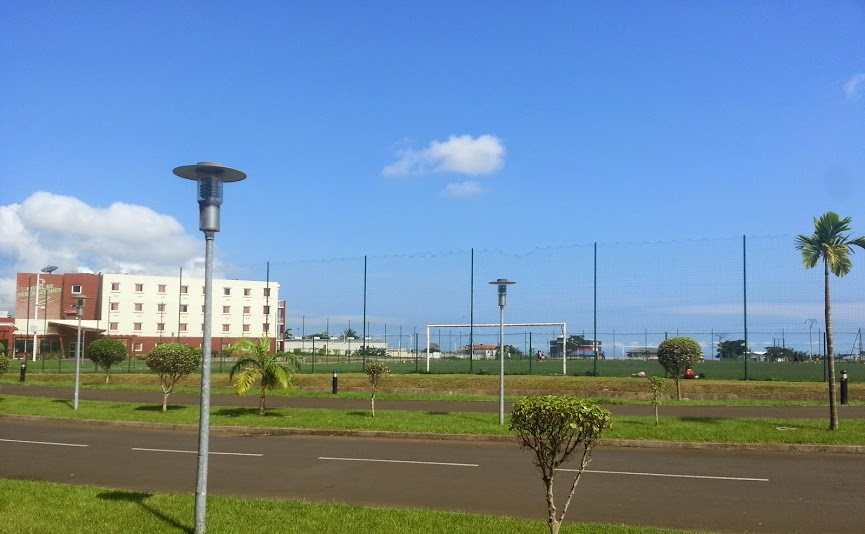
Camp d'entrainement, Hôtel et le Nuevo Estadio de Malabo
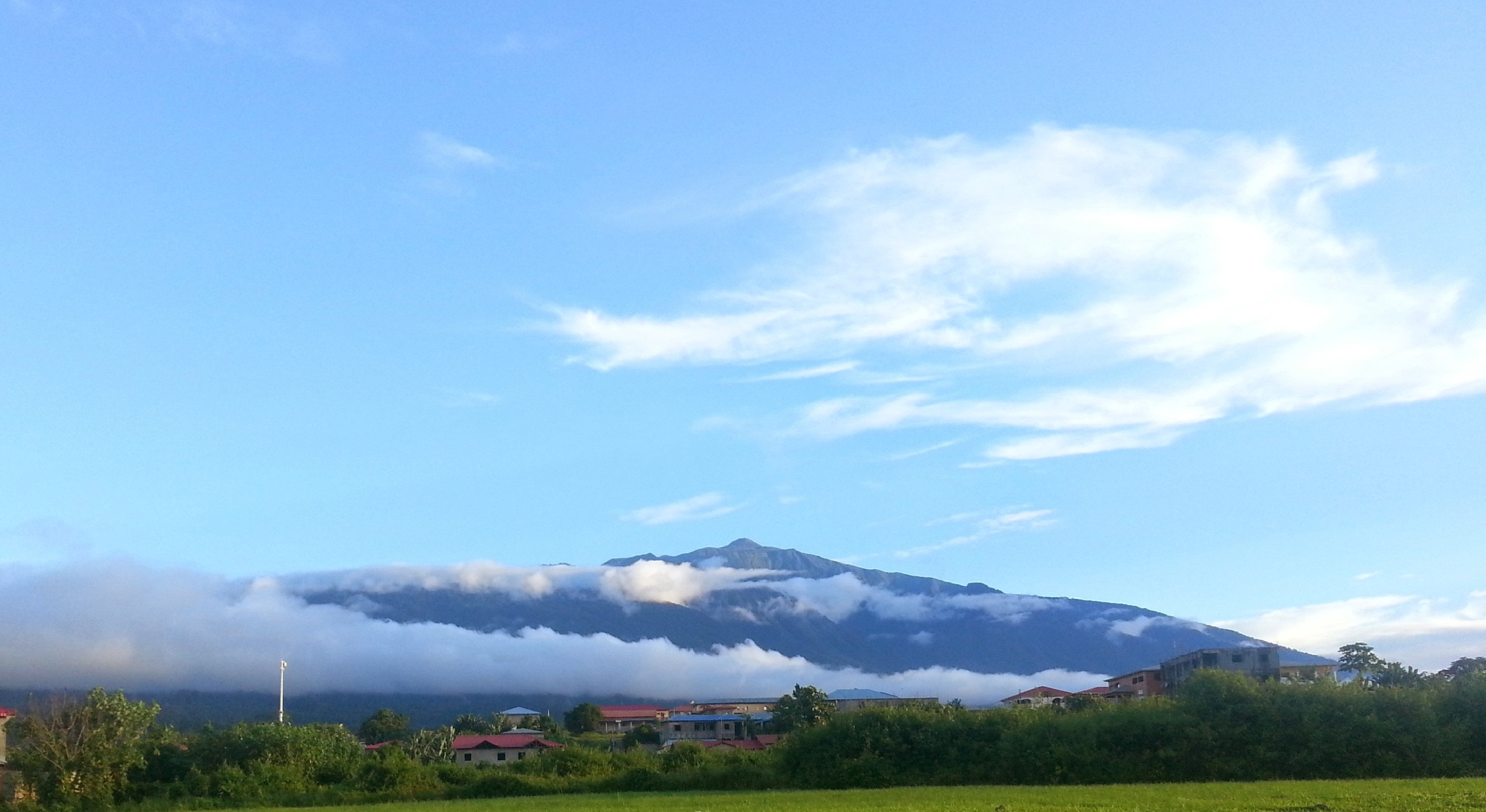
Vue du Nuevo Estadio de Malabo